# ATC-kod S03: Medel vid ögon- och öronsjukdomar
ATC-kod S03: Medel vid ögon- och öronsjukdomar är en del av klassificeringssystemet ATC (Anatomical Therapeutic Chemical Classification System) för läkemedel och vissa andra medicinska produkter. ATC utvecklas av WHO och består av alfanumeriska koder indelade i grupper utifrån anatomi, medicinsk funktion och läkemedelstyp på 5 olika kodnivåer. Denna sida utgör innehållet i en specifik grupp på nivå 2.

## S03A Antiinfektiva

### S03AA Antiinfektiva
S03AA01 Neomycin
S03AA02 Tetracyklin
S03AA03 Polymyxin B
S03AA04 Klorhexidin
S03AA05 Hexamidin
S03AA06 Gentamicin
S03AA07 Ciprofloxacin
S03AA08 Chloramfenikol
S03AA30 Antiinfektiva medel, kombinationer

## S03BGlukokortikoider

### S03BAGlukokortikoider
S03BA01 Dexametason
S03BA02 Prednisolon
S03BA03 Betametason

## S03CGlukokortikoideri kombination med antiinfektiva

### S03CAGlukokortikoideri kombination med antiinfektiva
S03CA01 Dexametason och antiinfektiva
S03CA02 Prednisolon och antiinfektiva
S03CA04 Hydrokortison och antiinfektiva
S03CA05 Fludrokortison och antiinfektiva
S03CA06 Betametason och antiinfektiva

### Engelska
- WHO Collaborating Centre for Drug Statistics Methodology - ATC Index
- WHO Collaborating Centre for Drug Statistics Methodology - ATCvet Index

### Svenska
- SIL online
- FASS.se - ATC
- FASS.se - Veterinär-ATC
- Sök läkemedelsfakta - Läkemedelsverket
- Socialstyrelsen : Klassifikationer
- Nationellt produktregister för läkemedel - NPL